# Lyle Phair
Pour les articles homonymes, voir Phair.
Lyle Phair (né le 31 août 1961 à Pilot Mound dans le Manitoba au Canada) est un joueur professionnel canadien de hockey sur glace.

## Biographie
Il joue avec les Kings de Los Angeles pendant trois saisons de 1985 à 1988.

## Statistiques
| Saison     | Équipe                        | Ligue      |     | Saison régulière | Saison régulière | Saison régulière | Saison régulière | Saison régulière |   | Séries éliminatoires | Séries éliminatoires | Séries éliminatoires | Séries éliminatoires | Séries éliminatoires |
| Saison     | Équipe                        | Ligue      | PJ  | B                | A                | Pts              | Pun              | PJ               | B | A                    | Pts                  | Pun                  |                      |                      |
| 1979-1980  | Steelers de Selkirk           | LHJM       | 48  | 41               | 50               | 91               | —                | —                | — | —                    | —                    | —                    |                      |                      |
| 1980-1981  | Steelers de Selkirk           | LHJM       | 48  | 21               | 48               | 69               |                  | —                | — | —                    | —                    | —                    |                      |                      |
| 1981-1982  | Université d'État du Michigan | CCHA       | 42  | 19               | 24               | 43               | 49               | —                | — | —                    | —                    | —                    |                      |                      |
| 1982-1983  | Université d'État du Michigan | CCHA       | 42  | 20               | 15               | 35               | 64               | —                | — | —                    | —                    | —                    |                      |                      |
| 1983-1984  | Université d'État du Michigan | CCHA       | 45  | 15               | 16               | 31               | 58               | —                | — | —                    | —                    | —                    |                      |                      |
| 1984-1985  | Université d'État du Michigan | CCHA       | 43  | 23               | 27               | 50               | 86               | —                | — | —                    | —                    | —                    |                      |                      |
| 1985-1986  | Kings de Los Angeles          | LNH        | 15  | 0                | 1                | 1                | 2                | —                | — | —                    | —                    | —                    |                      |                      |
| 1985-1986  | Nighthawks de New Haven       | LAH        | 35  | 9                | 9                | 18               | 15               | 2                | 0 | 1                    | 1                    | 0                    |                      |                      |
| 1986-1987  | Kings de Los Angeles          | LNH        | 5   | 2                | 0                | 2                | 0                | —                | — | —                    | —                    | —                    |                      |                      |
| 1986-1987  | Nighthawks de New Have        | LAH        | 65  | 19               | 27               | 46               | 77               | 7                | 0 | 3                    | 3                    | 13                   |                      |                      |
| 1987-1988  | Kings de Los Angeles          | LNH        | 28  | 4                | 6                | 10               | 8                | 1                | 0 | 0                    | 0                    | 0                    |                      |                      |
| 1987-1988  | Nighthawks de New Haven       | LAH        | 45  | 15               | 12               | 27               | 26               | —                | — | —                    | —                    | —                    |                      |                      |
| 1988-1989  | Nighthawks de New Haven       | LAH        | 11  | 2                | 3                | 5                | 4                | —                | — | —                    | —                    | —                    |                      |                      |
| 1988-1989  | Devils d'Utica                | LAH        | 58  | 5                | 19               | 24               | 24               | 3                | 0 | 0                    | 0                    | 2                    |                      |                      |
| Totaux LAH | Totaux LAH                    | Totaux LAH | 214 | 50               | 70               | 120              | 146              | 12               | 0 | 4                    | 4                    | 15                   |                      |                      |
| Totaux LNH | Totaux LNH                    | Totaux LNH | 48  | 6                | 7                | 13               | 12               | 1                | 0 | 0                    | 0                    | 0                    |                      |                      |